# Tojo
- Commons
- Wikispecies

Tojo ou mato é o nome comum das plantas pertencentes ao género botânico Ulex, e também algumas dos géneros Genista e Stauracanthus. São plantas típicas da flora atlântica da Península Ibérica e de toda Europa temperada.

## Espécies
- Genista falcata - Tojo-gadanho[2]
- Genista hirsuta - Tojo-do-Sul[3]
- Genista triacanthos - Tojo-gatanho-menor[4]
- Stauracanthus boivinii - Tojo-gatum[5]
- Stauracanthus spectabilis - Tojo-chamusco[6]
- Ulex argenteus - Tojo[1]
  - Ulex argenteus subsp. argenteus
  - Ulex argenteus subsp. subsericeus
- Ulex borgiae
- Ulex cantabricus
- Ulex densus - Tojo-gatunho
- Ulex europaeus - Tojo[7], Tojo-arnal[8] e  Tojo-bravo [9]
  - Ulex europaeus subsp. europaeus
- Ulex gallii
- Ulex genistoides - Tojo-bonito[10]
- Ulex micranthus
- Ulex minor - Tojo-molar[11]
- Ulex parviflorus - Tojo-durázio[12]

## Classificação do género
| Sistema | Classificação                      | Referência               |
| ------- | ---------------------------------- | ------------------------ |
| Linné   | Classe Diadelphia, ordem Decandria | Species plantarum (1753) |